# Ivo Vlahović
Ivo Vlahović (Domaljevac, 16. travnja 1918. – 2005.) je hrvatski i bosanskohercegovački pjesnik. Pučku školu završio je u rodnom mjestu.  Uz bavljenje poljoprivredom i pjesništvom, prikupljao je i podatke o stradanjima Domaljevčana tijekom Drugog svjetskog rata i u godinama nakon najvećeg globalnog sukoba u dvadesetom stoljeću. 

## Djela
- Moje pjesme (1996.)